# Inhułećke
Inhułećke (ukr. Інгулецьке, do 2024 Bałachiwka, ukr. Балахівка) – osiedle na Ukrainie, w obwodzie kirowohradzkim, w rejonie aleksandryjskim, w hromadzie Petrowe. W 2001 liczyło 990 mieszkańców.